# Bahnstrecke Naharija–Be’er Sheva
| Doppelstockzug bei Haifa |                                  | | |
| Spurweite: | 1435 mm (Normalspur)             | | |
| Stromsystem: | Binjamina bis Lod: 25 kV 50 Hz ~ | | |
| |                                  | | |
| \| \| \| HBT-Strecke von Beirut 1941–1948 \| \| \| \| \| \| \| \| \| 39,9 \| Grenze Israel/Libanon \| Grenze Israel/Libanon \| \| \| \| \| \| \| \| \| Klippen von Rosch haNiqra \| \| \| \| \| \| \| \| \| 37,36 \| Betriebswechsel: ↑ War Department / ↓ Palestine Railways \| Betriebswechsel: ↑ War Department / ↓ Palestine Railways \| \| \| \| \| \| \| \| \| \| \| \| \| 34,5 \| Betzet Beginn Küstenbahn 1942–1948: az-Zib \| Betzet Beginn Küstenbahn 1942–1948: az-Zib \| \| \| \| \| \| \| \| 29,5 \| Naharija seit 1942, zivil seit 1945 \| Naharija seit 1942, zivil seit 1945 \| \| \| 29,0 \| Naharija Darom (Süd) \| Naharija Darom (Süd) \| \| \| 26,5 \| Schavei Zion \| Schavei Zion \| \| \| \| Atar Yasaf \| \| \| \| 23,0 \| Bustan haGalil \| Bustan haGalil \| \| \| 20,7 \| Akko (Durchgangsbahnhof) seit 1941 \| Akko (Durchgangsbahnhof) seit 1941 \| \| \| \| \| \| \| \| 20,6 \| britische Militärbasis alManschiyya \| britische Militärbasis alManschiyya \| \| \| \| \| \| \| \| \| \| \| \| \| 20,2 \| britische Militärbasis alManschiyya \| britische Militärbasis alManschiyya \| \| \| \| \| \| \| \| \| \| \| \| \| 19,1 \| Abzweig Naʿaman von Akko Kopfbahnhof 1913–1915, 1919–1948 \| Abzweig Naʿaman von Akko Kopfbahnhof 1913–1915, 1919–1948 \| \| \| \| \| \| \| \| 18,7 \| Naʿaman \| Naʿaman \| \| \| \| \| \| \| \| \| Karmielbahn von Karmiel \| \| \| \| \| \| \| \| \| 17,3 \| Mischmar haJam \| Mischmar haJam \| \| \| 9,1 \| Qirjat Motzkin seit 1937 \| Qirjat Motzkin seit 1937 \| \| \| 8,0 \| Haifa Qirjat Chaim seit 1937 \| Haifa Qirjat Chaim seit 1937 \| \| \| 7,4 \| Haifa Chutzot haMifratz seit 2001 \| Haifa Chutzot haMifratz seit 2001 \| \| \| 5,5 \| Ausbesserungswerk Qischon \| Ausbesserungswerk Qischon \| \| \| 5,4 \| \| \| \| \| \| \| \| \| \| \| Strecke Haifa–Nazareth seit 2020 in Bau \| \| \| \| \| \| \| \| \| \| \| \| \| \| 4,7 \| Anschluss BaZa"N-Raffinerie und Chemiewerk \| Anschluss BaZa"N-Raffinerie und Chemiewerk \| \| \| \| \| \| \| \| \| Qischon \| \| \| \| \| Kvisch (Golfroute) \| \| \| \| \| Kvisch \| \| \| \| \| Neue Jesreʾeltalbahn von Beit Scheʾan \| \| \| \| \| Haifa-Merkazit haMifratz seit 2001 \| \| \| \| \| Luftseilbahn haRakkavlit \| \| \| \| \| ↔ Kvisch mit → Karmeltunnel \| \| \| \| \| \| \| \| \| \| Qischonhafen und Mispanot Israel \| \| \| \| \| \| \| \| \| \| Jesreʾeltalbahn von der Hedschasbahn in Darʿā bis 1948, von Afula bis 1951 \| \| \| \| \| \| \| \| \| \| Gescher Paz im Zuge des Rechov Cheletz \| \| \| \| \| Anschluss Raffinerie und Kraftwerk \| \| \| \| \| Rangierbahnhof Haifa \| \| \| \| \| \| \| \| \| \| Anschluss Steinbruch \| \| \| \| \| \| \| \| \| \| \| \| \| \| \| Gleis von der Ölmühle Schemen \| \| \| \| \| \| \| \| \| \| Kvisch (Golfroute) \| \| \| \| \| \| \| \| \| 0,0 \| Haifa Mizrach (Ost) 1904–1990er heute Israelisches Eisenbahnmuseum \| Haifa Mizrach (Ost) 1904–1990er heute Israelisches Eisenbahnmuseum \| \| \| \| \| \| \| \| 1,5 \| Haifa Merkaz – haSchmonah seit 1937 \| Haifa Merkaz – haSchmonah seit 1937 \| \| \| \| nach Haifa Pier \| \| \| \| \| nach Haifa Hafen \| \| \| \| 2,7 \| Karmel \| Karmel \| \| \| 2,8 \| Haifa Bat Gallim seit 1975 \| Haifa Bat Gallim seit 1975 \| \| \| 7,1 \| Haifa Chof haKarmel seit 1999 \| Haifa Chof haKarmel seit 1999 \| \| \| 8,0 \| Anschluss \| Anschluss \| \| \| 8,4 \| Kafr alSamir \| Kafr alSamir \| \| \| \| Anschluss \| \| \| \| \| Nachal Oren \| \| \| \| 20,5 \| Atlit \| Atlit \| \| \| \| Dor Halt \| \| \| \| 34,5 \| Sichron Jaʿaqov \| Sichron Jaʿaqov \| \| \| \| Tanninim \| \| \| \| 40,8 \| Binyamina seit 1921 \| Binyamina seit 1921 \| \| \| 44,7 \| Caesarea-Pardes Channah seit 2001 \| Caesarea-Pardes Channah seit 2001 \| \| \| \| Pardes Channah 1949–1954 \| \| \| \| \| \| \| \| \| 48,5 \| Ostbahn bis Chadera Mizrach Güterbhf. nach Lod 1920–1969 und ab 2026 \| Ostbahn bis Chadera Mizrach Güterbhf. nach Lod 1920–1969 und ab 2026 \| \| \| \| \| \| \| \| 51,5 \| Chadera Maʿarav (West) seit 1957 \| Chadera Maʿarav (West) seit 1957 \| \| \| \| Nachal Alexander \| \| \| \| 58,0 \| Kfar Vitkin \| Kfar Vitkin \| \| \| 65,6 \| Netanja seit 1954 \| Netanja seit 1954 \| \| \| \| Netanja-Sappir seit 2016 \| \| \| \| 72,5 \| Beit Jehoschuʿa seit 1953 \| Beit Jehoschuʿa seit 1953 \| \| \| 76,0 \| Schefajim \| Schefajim \| \| \| \| Scharonbahn nach Rosch haʿAjin Zafon \| \| \| \| 83,9 \| Herzlia seit 1953 \| Herzlia seit 1953 \| \| \| 87,0 \| Anschluss \| Anschluss \| \| \| 89,3 \| Jarqonbahn nach Rosch haʿAjin \| Jarqonbahn nach Rosch haʿAjin \| \| \| 90,0 \| Jarqonbahn von Rosch haʿAjin \| Jarqonbahn von Rosch haʿAjin \| \| \| \| \| \| \| \| 91,9 \| Tel Aviv Universita seit 2000 Zusatz Merkaz haJeridim \| Tel Aviv Universita seit 2000 Zusatz Merkaz haJeridim \| \| \| \| \| \| \| \| \| \| \| \| \| \| Jarqon Ajjalon \| \| \| \| \| \| \| \| \| \| → Beginn Ajjalonkorridor \| \| \| \| \| \| \| \| \| \| \| \| \| \| \| Tel Aviv Merkaz (Zentrum) 1954–1988 Ende Küstenbahn \| \| \| \| \| \| \| \| \| \| →Metro 1 von Sde Warburg/Kfar Saba \| \| \| \| 93,0 \| Tel Aviv Savidor Merkaz seit 1988 \| Tel Aviv Savidor Merkaz seit 1988 \| \| \| \| \| \| \| \| \| (← Rote Linie von Petach Tiqwa) \| \| \| \| \| \| \| \| \| \| \| \| \| \| \| Arlosoroff (Metro 1 → Kfar Bilu/Lod) \| \| \| \| \| \| \| \| \| \| (Purpurlinie: ←Bnei ʿAtarot/Ramat Gan) \| \| \| \| \| \| \| \| \| \| ← Rote Linie nach Bat Jam \| \| \| \| \| \| \| \| \| \| \| \| \| \| \| Feldbahn ←Hafen Jaffa–Jenkin’s Hill→ (600 mm), 1917–1920 \| \| \| \| \| \| \| \| \| 94,1 \| Tel Aviv haSchalom seit 1996 \| Tel Aviv haSchalom seit 1996 \| \| \| 95,0 \| Rechov Jizchaq Sadeh \| Rechov Jizchaq Sadeh \| \| \| 96,2 \| Tel Aviv haHagana seit 2002 \| Tel Aviv haHagana seit 2002 \| \| \| \| \| \| \| \| \| Strecke Tel Aviv–Pleschet nach Javne Maʿarav seit 2011 \| \| \| \| \| \| \| \| \| \| J&J-Linie von Jaffa \| \| \| \| \| \| \| \| \| 97,20,0 \| Tel Aviv Darom (Süd) 1970–93 Per- sonen-, seither Betriebsbahnhof \| Tel Aviv Darom (Süd) 1970–93 Per- sonen-, seither Betriebsbahnhof \| \| \| \| \| \| \| \| \| \| \| \| \| \| Ende Ajjalonkorridor \| \| \| \| \| \| \| \| \| 5,5 \| Schnellbahn via Ben Gurion Airport nach Modiʿin Merkaz oder nach Jerusalem – J. Navon \| Schnellbahn via Ben Gurion Airport nach Modiʿin Merkaz oder nach Jerusalem – J. Navon \| \| \| \| \| \| \| \| \| Kvisch Echad (Autobahn ) \| \| \| \| \| Yazur 1918–1933? \| \| \| \| \| \| \| \| \| 8,8 \| Kfar ChaBaD seit 1952 alSafiriyya 1891–1948 \| Kfar ChaBaD seit 1952 alSafiriyya 1891–1948 \| \| \| \| \| \| \| \| 11,0 \| von Sarafand \| von Sarafand \| \| \| \| Lod-Gannei Aviv seit 2008 \| \| \| \| \| Ostbahn von Rosch haʿAjin \| \| \| \| 17,00,0 \| Lod seit 1891 \| Lod seit 1891 \| \| \| \| \| \| \| \| \| Sinai-Bahn nach Aschqelon und nach Gaza bis 1948 und 1972/1973 \| \| \| \| \| \| \| \| \| 2,5 \| Ramla seit 2005 \| Ramla seit 2005 \| \| \| 3,4 \| Ramla 1891–1998 \| Ramla 1891–1998 \| \| \| \| \| \| \| \| \| Strecke ←Rischon LeZion–Modiʿin→ \| \| \| \| \| \| \| \| \| \| \| \| \| \| \| von Modiʿin per Modiʿin-Kurve \| \| \| \| \| \| \| \| \| 11,50,0 \| Naʿan 1920–1992 \| Naʿan 1920–1992 \| \| \| \| J&J-Linie nach Jerusalem \| \| \| \| 4,0 \| Jessodot Ausweichstelle \| Jessodot Ausweichstelle \| \| \| \| Mazkeret Batya seit 2019 \| \| \| \| \| Nachal Soreq \| \| \| \| \| \| \| \| \| \| Militärbahn Masʿūdiyya–Sinai via Nachal Soreq von Masʿūdiyya \| \| \| \| \| \| \| \| \| \| \| \| \| \| \| Qirjat Malʾachi-Joʾav seit 2018 at-Tina 1915–1927 \| \| \| \| \| \| \| \| \| \| \| \| \| \| \| Strecke at-Tina–Küste nach alHudsch oder Beit Hanun, Bahn im Gazastreifen, diese weiter nach Rafah zur Sinai-Bahn \| \| \| \| \| \| \| \| \| \| Nachal Lachisch \| \| \| \| 43,2 \| Qirjat Gat 1960–1979 und seit 1997 \| Qirjat Gat 1960–1979 und seit 1997 \| \| \| 45,0 \| Chelez-Güterbahn von Aschqelon \| Chelez-Güterbahn von Aschqelon \| \| \| 48,0 \| Schalwa Ausweichstelle \| Schalwa Ausweichstelle \| \| \| \| \| \| \| \| \| Militärbahn Masʿūdiyya–Sinai via Tell esch-Scheria nach Beʾer Scheva \| \| \| \| \| \| \| \| \| \| Lehavim-Rahat seit 2007 \| \| \| \| \| Bahnstrecke von Aschqelon \| \| \| \| \| Nachal Karkur \| \| \| \| \| Nachal Aschan \| \| \| \| \| \| \| \| \| 73,0 \| Beʾer Scheva Zafon / Universita 1956–99 ohne Zusatz Nord / Universität \| Beʾer Scheva Zafon / Universita 1956–99 ohne Zusatz Nord / Universität \| \| \| \| \| \| \| \| 73,50,0 \| nach Dimona (1967), Zefa u. Har Zin (1977) \| nach Dimona (1967), Zefa u. Har Zin (1977) \| \| \| 2,5 \| Güterbahn von Neʾot Chovav \| Güterbahn von Neʾot Chovav \| \| \| 2,9 \| Beʾer Scheva Merkaz seit 2000 \| Beʾer Scheva Merkaz seit 2000 \| \| \| \| \| \| \| \| \| Militärbahn Masʿūdiyya–Sinai nach Masʿūdiyya \| \| \| \| \| \| \| |                                  | | |
| Tunnelanfang (Strecke außer Betrieb) |                                  | HBT-Strecke von Beirut 1941–1948                                                                                  | HBT-Strecke von Beirut 1941–1948                                                                                  |
| |                                  | | |
| Grenze (Strecke außer Betrieb) (im Tunnel) | 39,9                             | Grenze Israel/Libanon                                                                                             | Grenze Israel/Libanon                                                                                             |
| |                                  | | |
| Tunnelende (Strecke außer Betrieb) |                                  | Klippen von Rosch haNiqra                                                                                         | Klippen von Rosch haNiqra                                                                                         |
| |                                  | | |
| Wechsel des Eisenbahninfrastrukturunternehmens (Strecke außer Betrieb) | 37,36                            | Betriebswechsel: ↑ War Department / ↓ Palestine Railways                                                          | Betriebswechsel: ↑ War Department / ↓ Palestine Railways                                                          |
| |                                  | | |
| |                                  | | |
| Haltepunkt / Haltestelle (Strecke außer Betrieb) | 34,5                             | Betzet Beginn Küstenbahn 1942–1948: az-Zib                                                                        | Betzet Beginn Küstenbahn 1942–1948: az-Zib                                                                        |
| |                                  | | |
| Kopfbahnhof Strecke bis hier außer Betrieb | 29,5                             | Naharija seit 1942, zivil seit 1945                                                                               | Naharija seit 1942, zivil seit 1945                                                                               |
| ehemaliger Haltepunkt / Haltestelle | 29,0                             | Naharija Darom (Süd)                                                                                              | Naharija Darom (Süd)                                                                                              |
| ehemaliger Haltepunkt / Haltestelle | 26,5                             | Schavei Zion | Schavei Zion |
| ehemaliger Haltepunkt / Haltestelle |                                  | Atar Yasaf | Atar Yasaf |
| ehemaliger Haltepunkt / Haltestelle | 23,0                             | Bustan haGalil | Bustan haGalil |
| Bahnhof | 20,7                             | Akko (Durchgangsbahnhof) seit 1941                                                                                | Akko (Durchgangsbahnhof) seit 1941                                                                                |
| |                                  | | |
| Abzweig geradeaus und ehemals nach links | 20,6                             | britische Militärbasis alManschiyya                                                                               | britische Militärbasis alManschiyya                                                                               |
| |                                  | | |
| |                                  | | |
| Abzweig geradeaus und ehemals von links | 20,2                             | britische Militärbasis alManschiyya                                                                               | britische Militärbasis alManschiyya                                                                               |
| |                                  | | |
| |                                  | | |
| Kopfbahnhof Streckenanfang und quer (Strecke außer Betrieb) · Abzweig geradeaus und ehemals von rechts | 19,1                             | Abzweig Naʿaman von Akko Kopfbahnhof 1913–1915, 1919–1948                                                         | Abzweig Naʿaman von Akko Kopfbahnhof 1913–1915, 1919–1948                                                         |
| |                                  | | |
| Brücke über Wasserlauf | 18,7                             | Naʿaman | Naʿaman |
| |                                  | | |
| Abzweig geradeaus und von links |                                  | Karmielbahn von Karmiel                                                                                           | Karmielbahn von Karmiel                                                                                           |
| |                                  | | |
| ehemaliger Haltepunkt / Haltestelle | 17,3                             | Mischmar haJam | Mischmar haJam |
| Bahnhof | 9,1                              | Qirjat Motzkin seit 1937                                                                                          | Qirjat Motzkin seit 1937                                                                                          |
| Bahnhof | 8,0                              | Haifa Qirjat Chaim seit 1937                                                                                      | Haifa Qirjat Chaim seit 1937                                                                                      |
| Bahnhof | 7,4                              | Haifa Chutzot haMifratz seit 2001                                                                                 | Haifa Chutzot haMifratz seit 2001                                                                                 |
| Betriebs-/Güterbahnhof Streckenanfang · Strecke | 5,5                              | Ausbesserungswerk Qischon                                                                                         | Ausbesserungswerk Qischon                                                                                         |
| Strecke nach links · Abzweig geradeaus und von rechts | 5,4                              | | |
| |                                  | | |
| Abzweig geradeaus und ehemals von links |                                  | Strecke Haifa–Nazareth seit 2020 in Bau                                                                           | Strecke Haifa–Nazareth seit 2020 in Bau                                                                           |
| |                                  | | |
| |                                  | | |
| Abzweig geradeaus und von links | 4,7                              | Anschluss BaZa"N-Raffinerie und Chemiewerk                                                                        | Anschluss BaZa"N-Raffinerie und Chemiewerk                                                                        |
| |                                  | | |
| Brücke über Wasserlauf |                                  | Qischon | Qischon |
| Strecke mit Straßenbrücke |                                  | Kvisch (Golfroute)                                                                                                | Kvisch (Golfroute)                                                                                                |
| Strecke mit Straßenbrücke |                                  | Kvisch | Kvisch |
| Strecke von halblinks |                                  | Neue Jesreʾeltalbahn von Beit Scheʾan                                                                             | Neue Jesreʾeltalbahn von Beit Scheʾan                                                                             |
| Bahnhof · Kopfbahnhof Streckenanfang · Bahnhof |                                  | Haifa-Merkazit haMifratz seit 2001                                                                                | Haifa-Merkazit haMifratz seit 2001                                                                                |
| Strecke Anfang Hochstrecke · Strecke nach links · Kreuzung |                                  | Luftseilbahn haRakkavlit                                                                                          | Luftseilbahn haRakkavlit                                                                                          |
| Strecke nach halblinks und Ende Hochstrecke · Strecke nach halbrechts und Ende Hochstrecke |                                  | ↔ Kvisch mit → Karmeltunnel                                                                                       | ↔ Kvisch mit → Karmeltunnel                                                                                       |
| Abzweig von halblinks und von halbrechts |                                  | | |
| Abzweig geradeaus und von rechts |                                  | Qischonhafen und Mispanot Israel                                                                                  | Qischonhafen und Mispanot Israel                                                                                  |
| |                                  | | |
| Abzweig geradeaus und ehemals von links |                                  | Jesreʾeltalbahn von der Hedschasbahn in Darʿā bis 1948, von Afula bis 1951                                        | Jesreʾeltalbahn von der Hedschasbahn in Darʿā bis 1948, von Afula bis 1951                                        |
| |                                  | | |
| Strecke mit Straßenbrücke |                                  | Gescher Paz im Zuge des Rechov Cheletz                                                                            | Gescher Paz im Zuge des Rechov Cheletz                                                                            |
| Abzweig geradeaus, nach rechts und von rechts |                                  | Anschluss Raffinerie und Kraftwerk                                                                                | Anschluss Raffinerie und Kraftwerk                                                                                |
| Dienststation / Betriebs- oder Güterbahnhof |                                  | Rangierbahnhof Haifa                                                                                              | Rangierbahnhof Haifa                                                                                              |
| |                                  | | |
| Abzweig geradeaus und ehemals von links |                                  | Anschluss Steinbruch                                                                                              | Anschluss Steinbruch                                                                                              |
| |                                  | | |
| |                                  | | |
| Abzweig geradeaus und ehemals von rechts |                                  | Gleis von der Ölmühle Schemen                                                                                     | Gleis von der Ölmühle Schemen                                                                                     |
| |                                  | | |
| Strecke mit Straßenbrücke |                                  | Kvisch (Golfroute)                                                                                                | Kvisch (Golfroute)                                                                                                |
| |                                  | | |
| ehemaliger Bahnhof | 0,0                              | Haifa Mizrach (Ost) 1904–1990er heute Israelisches Eisenbahnmuseum                                                | Haifa Mizrach (Ost) 1904–1990er heute Israelisches Eisenbahnmuseum                                                |
| |                                  | | |
| Bahnhof | 1,5                              | Haifa Merkaz – haSchmonah seit 1937                                                                               | Haifa Merkaz – haSchmonah seit 1937                                                                               |
| Abzweig geradeaus und nach rechts |                                  | nach Haifa Pier                                                                                                   | nach Haifa Pier                                                                                                   |
| Abzweig geradeaus, nach rechts und von rechts |                                  | nach Haifa Hafen                                                                                                  | nach Haifa Hafen                                                                                                  |
| ehemaliger Haltepunkt / Haltestelle | 2,7                              | Karmel | Karmel |
| Bahnhof | 2,8                              | Haifa Bat Gallim seit 1975                                                                                        | Haifa Bat Gallim seit 1975                                                                                        |
| Bahnhof | 7,1                              | Haifa Chof haKarmel seit 1999                                                                                     | Haifa Chof haKarmel seit 1999                                                                                     |
| Abzweig geradeaus und nach links | 8,0                              | Anschluss | Anschluss |
| ehemaliger Haltepunkt / Haltestelle | 8,4                              | Kafr alSamir | Kafr alSamir |
| Abzweig geradeaus und nach links |                                  | Anschluss | Anschluss |
| Brücke über Wasserlauf |                                  | Nachal Oren | Nachal Oren |
| Bahnhof | 20,5                             | Atlit | Atlit |
| ehemaliger Haltepunkt / Haltestelle |                                  | Dor Halt | Dor Halt |
| ehemaliger Bahnhof | 34,5                             | Sichron Jaʿaqov                                                                                                   | Sichron Jaʿaqov                                                                                                   |
| Brücke über Wasserlauf |                                  | Tanninim | Tanninim |
| Bahnhof | 40,8                             | Binyamina seit 1921                                                                                               | Binyamina seit 1921                                                                                               |
| Bahnhof | 44,7                             | Caesarea-Pardes Channah seit 2001                                                                                 | Caesarea-Pardes Channah seit 2001                                                                                 |
| ehemaliger Haltepunkt / Haltestelle |                                  | Pardes Channah 1949–1954                                                                                          | Pardes Channah 1949–1954                                                                                          |
| |                                  | | |
| Abzweig geradeaus und nach links | 48,5                             | Ostbahn bis Chadera Mizrach Güterbhf. nach Lod 1920–1969 und ab 2026                                              | Ostbahn bis Chadera Mizrach Güterbhf. nach Lod 1920–1969 und ab 2026                                              |
| |                                  | | |
| Bahnhof | 51,5                             | Chadera Maʿarav (West) seit 1957                                                                                  | Chadera Maʿarav (West) seit 1957                                                                                  |
| Brücke über Wasserlauf |                                  | Nachal Alexander                                                                                                  | Nachal Alexander                                                                                                  |
| ehemaliger Bahnhof | 58,0                             | Kfar Vitkin | Kfar Vitkin |
| Bahnhof | 65,6                             | Netanja seit 1954                                                                                                 | Netanja seit 1954                                                                                                 |
| Bahnhof |                                  | Netanja-Sappir seit 2016                                                                                          | Netanja-Sappir seit 2016                                                                                          |
| Bahnhof | 72,5                             | Beit Jehoschuʿa seit 1953                                                                                         | Beit Jehoschuʿa seit 1953                                                                                         |
| ehemaliger Bahnhof | 76,0                             | Schefajim | Schefajim |
| Abzweig geradeaus, nach links und von links |                                  | Scharonbahn nach Rosch haʿAjin Zafon                                                                              | Scharonbahn nach Rosch haʿAjin Zafon                                                                              |
| Bahnhof | 83,9                             | Herzlia seit 1953                                                                                                 | Herzlia seit 1953                                                                                                 |
| Abzweig geradeaus und von rechts | 87,0                             | Anschluss | Anschluss |
| Abzweig geradeaus und nach links | 89,3                             | Jarqonbahn nach Rosch haʿAjin                                                                                     | Jarqonbahn nach Rosch haʿAjin                                                                                     |
| Abzweig geradeaus und von links | 90,0                             | Jarqonbahn von Rosch haʿAjin                                                                                      | Jarqonbahn von Rosch haʿAjin                                                                                      |
| |                                  | | |
| Bahnhof | 91,9                             | Tel Aviv Universita seit 2000 Zusatz Merkaz haJeridim                                                             | Tel Aviv Universita seit 2000 Zusatz Merkaz haJeridim                                                             |
| |                                  | | |
| |                                  | | |
| |                                  | Jarqon Ajjalon | |
| |                                  | | |
| Abzweig nach halblinks und ehemals nach halbrechts |                                  | → Beginn Ajjalonkorridor                                                                                          | → Beginn Ajjalonkorridor                                                                                          |
| Strecke von halblinks (außer Betrieb) · Strecke von halbrechts |                                  | | |
| |                                  | | |
| Kopfbahnhof Streckenende (Strecke außer Betrieb) · Strecke |                                  | Tel Aviv Merkaz (Zentrum) 1954–1988 Ende Küstenbahn                                                               | Tel Aviv Merkaz (Zentrum) 1954–1988 Ende Küstenbahn                                                               |
| |                                  | | |
| U-Bahn-Strecke quer (außer Betrieb) (im Tunnel) · U-Bahn-Strecke von rechts (außer Betrieb) (im Tunnel) · Bahnhof |                                  | →Metro 1 von Sde Warburg/Kfar Saba                                                                                | →Metro 1 von Sde Warburg/Kfar Saba                                                                                |
| U-Bahn-Strecke (außer Betrieb) (im Tunnel) · Bahnhof quer | 93,0                             | Tel Aviv Savidor Merkaz seit 1988                                                                                 | Tel Aviv Savidor Merkaz seit 1988                                                                                 |
| |                                  | | |
| U-Bahn-Strecke von links (im Tunnel) · U-Bahn-Kreuzung mit Tunnelstrecke (Strecke geradeaus außer Betrieb) (im Tunnel) · U-Bahn-Bahnhof quer (im Tunnel) |                                  | (← Rote Linie von Petach Tiqwa)                                                                                   | (← Rote Linie von Petach Tiqwa)                                                                                   |
| |                                  | | |
| |                                  | | |
| U-Bahn-Strecke (im Tunnel) · U-Bahn-Strecke nach links (außer Betrieb) (im Tunnel) · U-Bahn-Bahnhof quer (Strecke außer Betrieb) (im Tunnel) |                                  | Arlosoroff (Metro 1 → Kfar Bilu/Lod)                                                                              | Arlosoroff (Metro 1 → Kfar Bilu/Lod)                                                                              |
| |                                  | | |
| U-Bahn-Kreuzung (Querstrecke außer Betrieb) (im Tunnel) · U-Bahn-Strecke quer (außer Betrieb) · U-Bahn-Kopfbahnhof Streckenende und quer (Strecke außer Betrieb) |                                  | (Purpurlinie: ←Bnei ʿAtarot/Ramat Gan)                                                                            | (Purpurlinie: ←Bnei ʿAtarot/Ramat Gan)                                                                            |
| |                                  | | |
| U-Bahn-Strecke nach rechts (im Tunnel) · Bahnhof |                                  | ← Rote Linie nach Bat Jam                                                                                         | ← Rote Linie nach Bat Jam                                                                                         |
| |                                  | | |
| |                                  | | |
| Kreuzung geradeaus unten (Querstrecke außer Betrieb) |                                  | Feldbahn ←Hafen Jaffa–Jenkin’s Hill→ (600 mm), 1917–1920                                                          | Feldbahn ←Hafen Jaffa–Jenkin’s Hill→ (600 mm), 1917–1920                                                          |
| |                                  | | |
| Bahnhof | 94,1                             | Tel Aviv haSchalom seit 1996                                                                                      | Tel Aviv haSchalom seit 1996                                                                                      |
| Strecke mit Straßenbrücke | 95,0                             | Rechov Jizchaq Sadeh                                                                                              | Rechov Jizchaq Sadeh                                                                                              |
| Bahnhof | 96,2                             | Tel Aviv haHagana seit 2002                                                                                       | Tel Aviv haHagana seit 2002                                                                                       |
| |                                  | | |
| Abzweig geradeaus und nach rechts |                                  | Strecke Tel Aviv–Pleschet nach Javne Maʿarav seit 2011                                                            | Strecke Tel Aviv–Pleschet nach Javne Maʿarav seit 2011                                                            |
| |                                  | | |
| Strecke von rechts (außer Betrieb) · Strecke |                                  | J&J-Linie von Jaffa                                                                                               | J&J-Linie von Jaffa                                                                                               |
| |                                  | | |
| Betriebs-/Güterbahnhof Strecke bis hier außer Betrieb · Strecke | 97,20,0                          | Tel Aviv Darom (Süd) 1970–93 Per- sonen-, seither Betriebsbahnhof                                                 | Tel Aviv Darom (Süd) 1970–93 Per- sonen-, seither Betriebsbahnhof                                                 |
| |                                  | | |
| Strecke nach halblinks · Strecke nach halbrechts |                                  | | |
| Abzweig von halblinks und von halbrechts |                                  | Ende Ajjalonkorridor                                                                                              | Ende Ajjalonkorridor                                                                                              |
| |                                  | | |
| Abzweig geradeaus und nach links | 5,5                              | Schnellbahn via Ben Gurion Airport nach Modiʿin Merkaz oder nach Jerusalem – J. Navon                             | Schnellbahn via Ben Gurion Airport nach Modiʿin Merkaz oder nach Jerusalem – J. Navon                             |
| |                                  | | |
| Strecke mit Straßenbrücke |                                  | Kvisch Echad (Autobahn )                                                                                          | Kvisch Echad (Autobahn )                                                                                          |
| ehemaliger Haltepunkt / Haltestelle |                                  | Yazur 1918–1933?                                                                                                  | Yazur 1918–1933?                                                                                                  |
| |                                  | | |
| Bahnhof | 8,8                              | Kfar ChaBaD seit 1952 alSafiriyya 1891–1948                                                                       | Kfar ChaBaD seit 1952 alSafiriyya 1891–1948                                                                       |
| |                                  | | |
| Abzweig geradeaus und ehemals von rechts | 11,0                             | von Sarafand | von Sarafand |
| Bahnhof |                                  | Lod-Gannei Aviv seit 2008                                                                                         | Lod-Gannei Aviv seit 2008                                                                                         |
| Abzweig geradeaus und von links |                                  | Ostbahn von Rosch haʿAjin                                                                                         | Ostbahn von Rosch haʿAjin                                                                                         |
| Bahnhof | 17,00,0                          | Lod seit 1891 | Lod seit 1891 |
| |                                  | | |
| Abzweig geradeaus und nach rechts |                                  | Sinai-Bahn nach Aschqelon und nach Gaza bis 1948 und 1972/1973                                                    | Sinai-Bahn nach Aschqelon und nach Gaza bis 1948 und 1972/1973                                                    |
| |                                  | | |
| Bahnhof | 2,5                              | Ramla seit 2005                                                                                                   | Ramla seit 2005                                                                                                   |
| ehemaliger Bahnhof | 3,4                              | Ramla 1891–1998                                                                                                   | Ramla 1891–1998                                                                                                   |
| |                                  | | |
| Kreuzung geradeaus unten (Querstrecke außer Betrieb) |                                  | Strecke ←Rischon LeZion–Modiʿin→                                                                                  | Strecke ←Rischon LeZion–Modiʿin→                                                                                  |
| |                                  | | |
| |                                  | | |
| Abzweig geradeaus und von links |                                  | von Modiʿin per Modiʿin-Kurve                                                                                     | von Modiʿin per Modiʿin-Kurve                                                                                     |
| |                                  | | |
| ehemaliger Bahnhof | 11,50,0                          | Naʿan 1920–1992                                                                                                   | Naʿan 1920–1992                                                                                                   |
| Abzweig geradeaus und nach links |                                  | J&J-Linie nach Jerusalem                                                                                          | J&J-Linie nach Jerusalem                                                                                          |
| ehemaliger Dienststation / Betriebs- oder Güterbahnhof | 4,0                              | Jessodot Ausweichstelle                                                                                           | Jessodot Ausweichstelle                                                                                           |
| Bahnhof |                                  | Mazkeret Batya seit 2019                                                                                          | Mazkeret Batya seit 2019                                                                                          |
| Brücke über Wasserlauf |                                  | Nachal Soreq | Nachal Soreq |
| |                                  | | |
| Abzweig geradeaus und ehemals von links |                                  | Militärbahn Masʿūdiyya–Sinai via Nachal Soreq von Masʿūdiyya                                                      | Militärbahn Masʿūdiyya–Sinai via Nachal Soreq von Masʿūdiyya                                                      |
| |                                  | | |
| |                                  | | |
| Bahnhof |                                  | Qirjat Malʾachi-Joʾav seit 2018 at-Tina 1915–1927                                                                 | Qirjat Malʾachi-Joʾav seit 2018 at-Tina 1915–1927                                                                 |
| |                                  | | |
| |                                  | | |
| Abzweig geradeaus und ehemals nach rechts |                                  | Strecke at-Tina–Küste nach alHudsch oder Beit Hanun, Bahn im Gazastreifen, diese weiter nach Rafah zur Sinai-Bahn | Strecke at-Tina–Küste nach alHudsch oder Beit Hanun, Bahn im Gazastreifen, diese weiter nach Rafah zur Sinai-Bahn |
| |                                  | | |
| Brücke über Wasserlauf |                                  | Nachal Lachisch                                                                                                   | Nachal Lachisch                                                                                                   |
| Bahnhof | 43,2                             | Qirjat Gat 1960–1979 und seit 1997                                                                                | Qirjat Gat 1960–1979 und seit 1997                                                                                |
| Abzweig geradeaus und von rechts | 45,0                             | Chelez-Güterbahn von Aschqelon                                                                                    | Chelez-Güterbahn von Aschqelon                                                                                    |
| ehemaliger Dienststation / Betriebs- oder Güterbahnhof | 48,0                             | Schalwa Ausweichstelle                                                                                            | Schalwa Ausweichstelle                                                                                            |
| |                                  | | |
| Abzweig geradeaus und ehemals nach rechts |                                  | Militärbahn Masʿūdiyya–Sinai via Tell esch-Scheria nach Beʾer Scheva                                              | Militärbahn Masʿūdiyya–Sinai via Tell esch-Scheria nach Beʾer Scheva                                              |
| |                                  | | |
| Bahnhof |                                  | Lehavim-Rahat seit 2007                                                                                           | Lehavim-Rahat seit 2007                                                                                           |
| Abzweig geradeaus und von rechts |                                  | Bahnstrecke von Aschqelon                                                                                         | Bahnstrecke von Aschqelon                                                                                         |
| Brücke über Wasserlauf |                                  | Nachal Karkur | Nachal Karkur |
| Brücke über Wasserlauf |                                  | Nachal Aschan | Nachal Aschan |
| |                                  | | |
| Bahnhof | 73,0                             | Beʾer Scheva Zafon / Universita 1956–99 ohne Zusatz Nord / Universität                                            | Beʾer Scheva Zafon / Universita 1956–99 ohne Zusatz Nord / Universität                                            |
| |                                  | | |
| Abzweig geradeaus, nach links und von links | 73,50,0                          | nach Dimona (1967), Zefa u. Har Zin (1977)                                                                        | nach Dimona (1967), Zefa u. Har Zin (1977)                                                                        |
| Abzweig geradeaus, nach links und ehemals von links | 2,5                              | Güterbahn von Neʾot Chovav                                                                                        | Güterbahn von Neʾot Chovav                                                                                        |
| Kopfbahnhof Strecke ab hier außer Betrieb | 2,9                              | Beʾer Scheva Merkaz seit 2000                                                                                     | Beʾer Scheva Merkaz seit 2000                                                                                     |
| |                                  | | |
| Strecke (außer Betrieb) |                                  | Militärbahn Masʿūdiyya–Sinai nach Masʿūdiyya                                                                      | Militärbahn Masʿūdiyya–Sinai nach Masʿūdiyya                                                                      |
| |                                  | | |

Die Bahnstrecke Naharija–Beʾer Scheva (hebräisch הַקַּו הָרָאשִׁי haQaw haRaschi, deutsch ‚die Hauptlinie‘) ist die zentrale Magistrale des Personenverkehrs der israelischen Eisenbahn Rakkevet Israel (RI). Die Strecke wurde bis April 2023 zwischen Lod und Binjamina elektrifiziert, den gesamten weiteren Nordverlauf der Strecke entlang richtet die Sociedad Española de Montajes Industriales (SEMI) seither Oberleitungen und die entsprechenden Versorgungsvorrichtungen ein. Elektro- wie Diesellokomotiven ziehen die Züge im Einsatz, neben elektrischen und Diesel-Triebwagen. Es gibt ein- bis viergleisige Abschnitte.

## Geschichte

### Historische Grundlage
Historisch ist diese Strecke aus Teilstücken einer Reihe von Bahnstrecken entstanden, heute teilweise noch ablesbar an der mehrfach gebrochenen Kilometrierung. Dem liegt die besonders wechselhafte Geschichte der Eisenbahn in Israel und seinen Vorgängerterritorien zugrunde, weil mit jedem Umbruch des politischen Systems seit dem Osmanischen Reich auch das Eisenbahnsystem weitgehend zerstört und in abgewandelter Form, aber auch mit Resten des vorhergehenden Systems neu errichtet wurde.

### Teilstrecken
Als Israel mit seiner Gründung 1948 die auf seinem Territorium gelegenen Teile der Eisenbahnsysteme des Mandatsgebiets Palästina übernahm, gehörten dazu auch Teile der heutigen Bahnstrecke Naharija – Beʾer Scheva. Die Bestandteile der Strecke Naharija–Beʾer Scheva entstanden folgendermaßen (von Nord nach Süd):

#### Naharija–Haifa-Mizrach

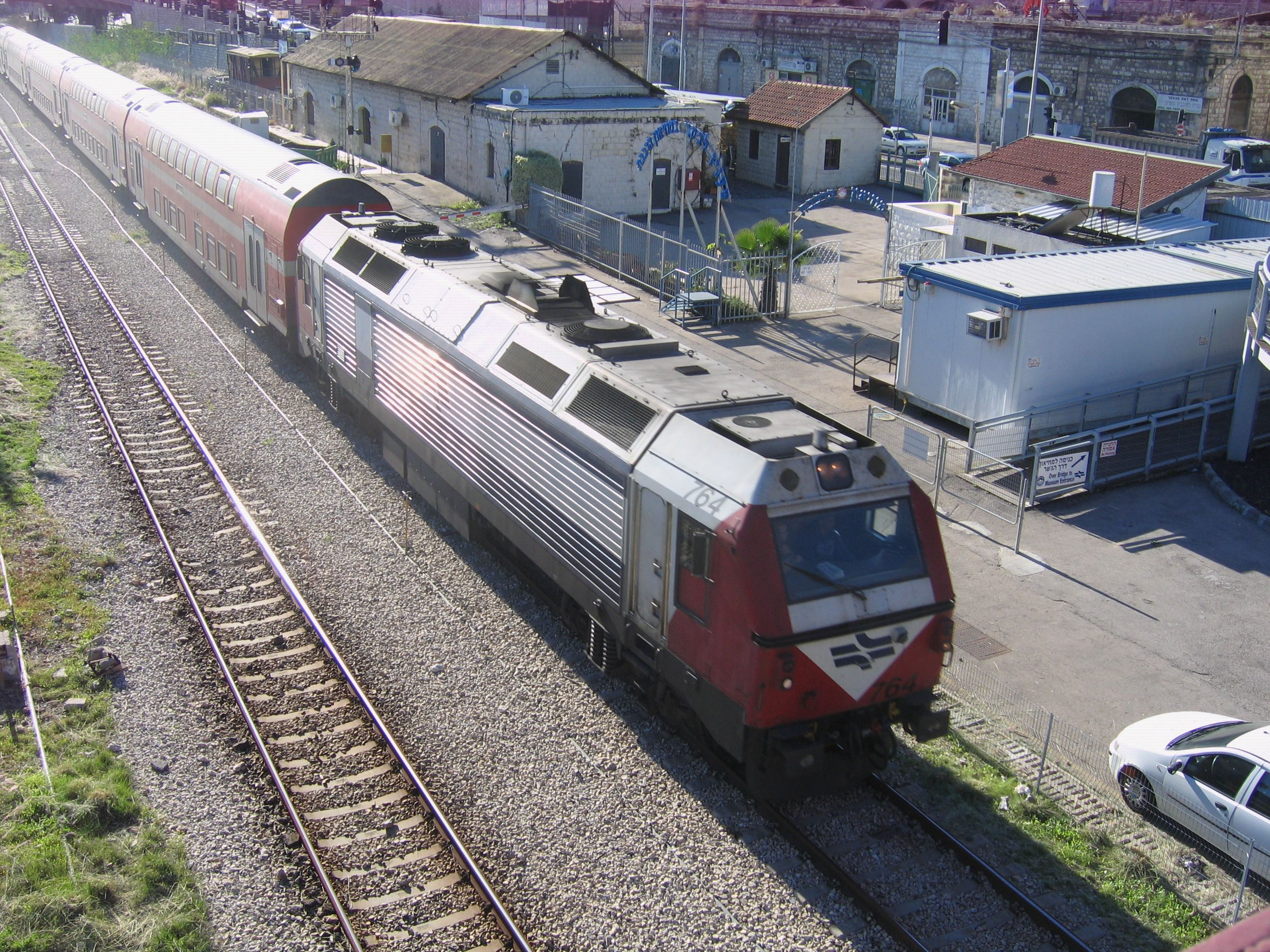
Doppelstockzug aus deutscher Produktion bei der Durchfahrt durch den Bahnhof Haifa Mizrach

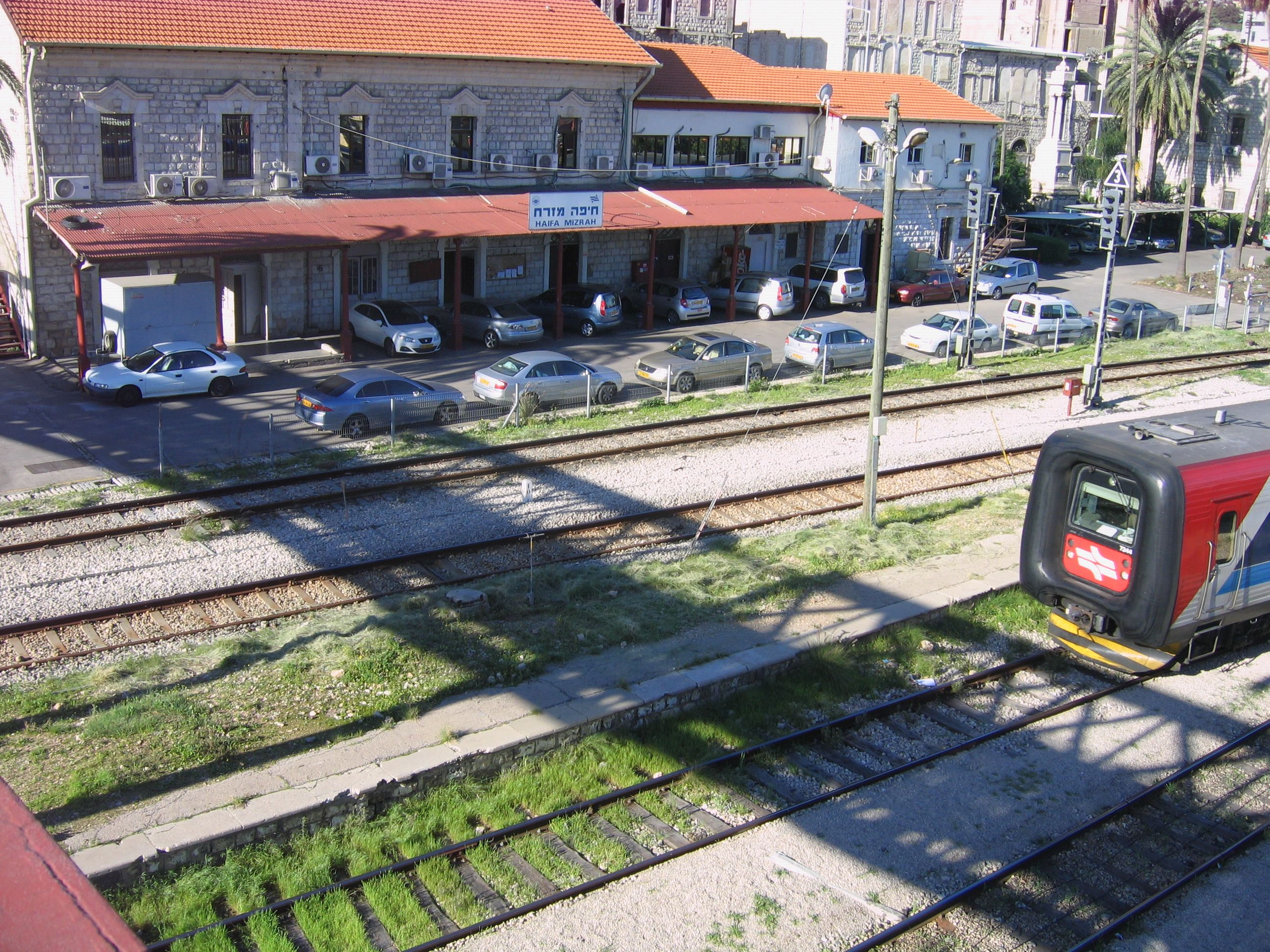
Dieseltriebzug aus Dänemark bei der Durchfahrt durch den ehemaligen Bahnhof Haifa Mizrach (Haifa Ost)

Der südliche Abschnitt der durch das britische Militär mit US-amerikanischer Hilfe während des Zweiten Weltkriegs errichteten normalspurigen Bahnstrecke Haifa–Beirut–Tripoli (HBT-Linie), die nun an der libanesischen Grenze abgeschnitten war, bildete zwischen Naharija und Haifa Mizrach den nördlichsten Abschnitt des Netzes der Rakkevet Israel (RI). Sie wird mit der 1954 ab Anschluss Remez bis Tel Aviv ausgebauten Verlängerung entlang der Küste als Küstenbahn (hebräisch מְסִלַּת הָחוֹף Məsillat haChōf, deutsch ‚Bahn der Küste‘) bezeichnet. Haifa Mizrach (Ostbahnhof) war damals der Hauptbahnhof von Haifa und ist heute noch der Beginn der Kilometrierung sowohl für die ehemalige HTB, war das für die damals dort noch beginnende Strecke der schmalspurigen Jesreeltalbahn Haifa–Darʿa in Richtung Damaskus und ist das auch für die an die HTB anschließende normalspurige Küstenbahn nach Süden.

#### Haifa-Mizrach–Remez Junction
Das anschließende Teilstück, die während des Ersten Weltkriegs von britischem Militär errichtete normalspurige Strecke von Haifa bis zur Zomet Remez (hebräisch צֹמֶת רֶמֶז englisch Remez Junction, nach Verkehrsminister David Remez) bei km 48,5, ist der nördliche Teil der ehemaligen Verbindung zwischen Haifa und alQantara am Sueskanal in Ägypten. Sie war nach dem Ersten Weltkrieg Bestandteil der Palestine Railways.
Nach der Gründung des Staates Israel 1948 wurde die Stammstrecke der Palestine Railways im Bereich der Ostbahn bei Tulkarm durch die Grüne Linie zu Jordanien zerschnitten und unterbrochen, so dass zunächst ein Inselbetrieb entstand. Dieser wurde zwar schon 1949 durch eine Umfahrungsstrecke wieder an das übrige israelische Netz angeschlossen. Für die Verbindung Haifa – Tel Aviv bedeutete das aber weiterhin eine weiträumige Umfahrung der Agglomeration Tel Aviv von Norden an deren Ostrand entlang per Ostbahn nach Süden in den dort gelegenen, 1920 bis 1970 bestehenden alten Bahnhof Tel Aviv Darom. Zudem musste der Zug unterwegs in Lod, am Wechsel von der Ostbahn auf die J&J-Linie, gewendet werden.

#### Remez Junction–Tel Aviv Savidor Merkaz

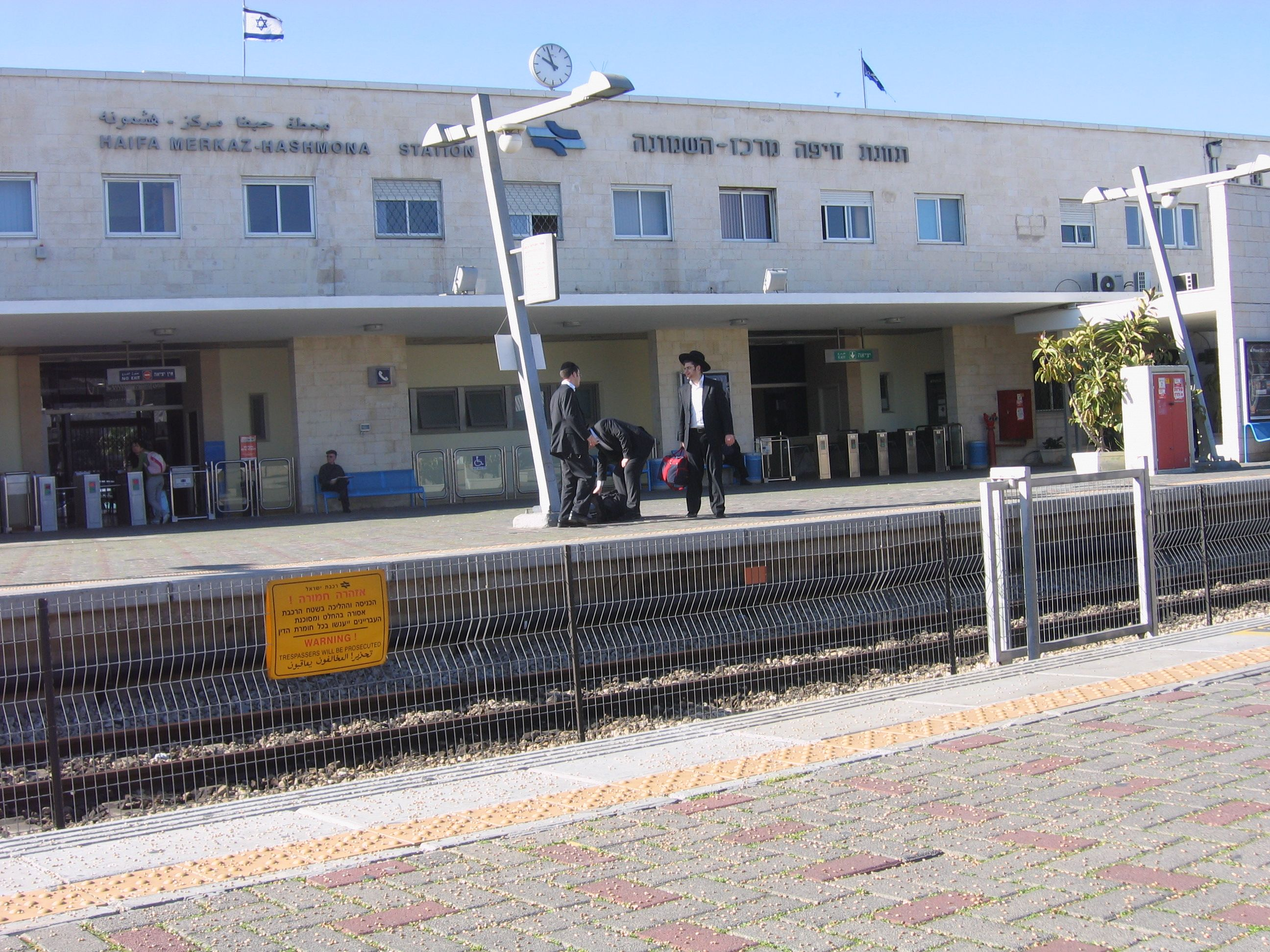
Haifa Merkaz haSchmonah

Im Gegensatz zur Mandatszeit in Palästina, in dem die Hafenstadt Haifa den zentralen Siedlungsschwerpunkt bildete, bis in der zweiten Hälfte der 1930er Jahre Tel Aviv als Stadt wie Ballungsraum Haifa in beiden Eigenschaften überrundete, was sich seit Bestehen Israels ab 1948 fortsetzte. Die umständliche Verkehrsführung von Haifa nach Tel Aviv, die einmal um die Stadt herumführte, war von Anfang an viel zu langsam.
Eine neue, direkte Strecke zwischen Tel Aviv und Haifa entlang der Küste wurde seit 1949 geplant. Sie zweigte bei Remez Junction an km 48,5 von der alten Hauptstrecke nach Süden ab, zielte direkt auf den nördlichen Stadtrand von Tel Aviv und ist heute der südliche Strang der Küstenbahn und Bestandteil der Hauptlinie Naharija–Beʾer Scheva. Am 4. November 1954 wurde die Strecke in den neuen, am nördlichen Stadtrand von Tel Aviv gelegenen Bahnhof Tel Aviv Merkaz (Tel Aviv Zentrum) eingeführt. Später erhielt der Bahnhof den Namen Arlosoroff nach der nahe gelegenen Straße Rechov Chaim Arlosoroff. Seit 1988 lautet die amtliche Bezeichnung Tel Aviv Savidor Merkaz (etwa Tel Aviv Savidor-Zentralbahnhof). Der Bahnhof wurde auf damals freiem Feld errichtet.

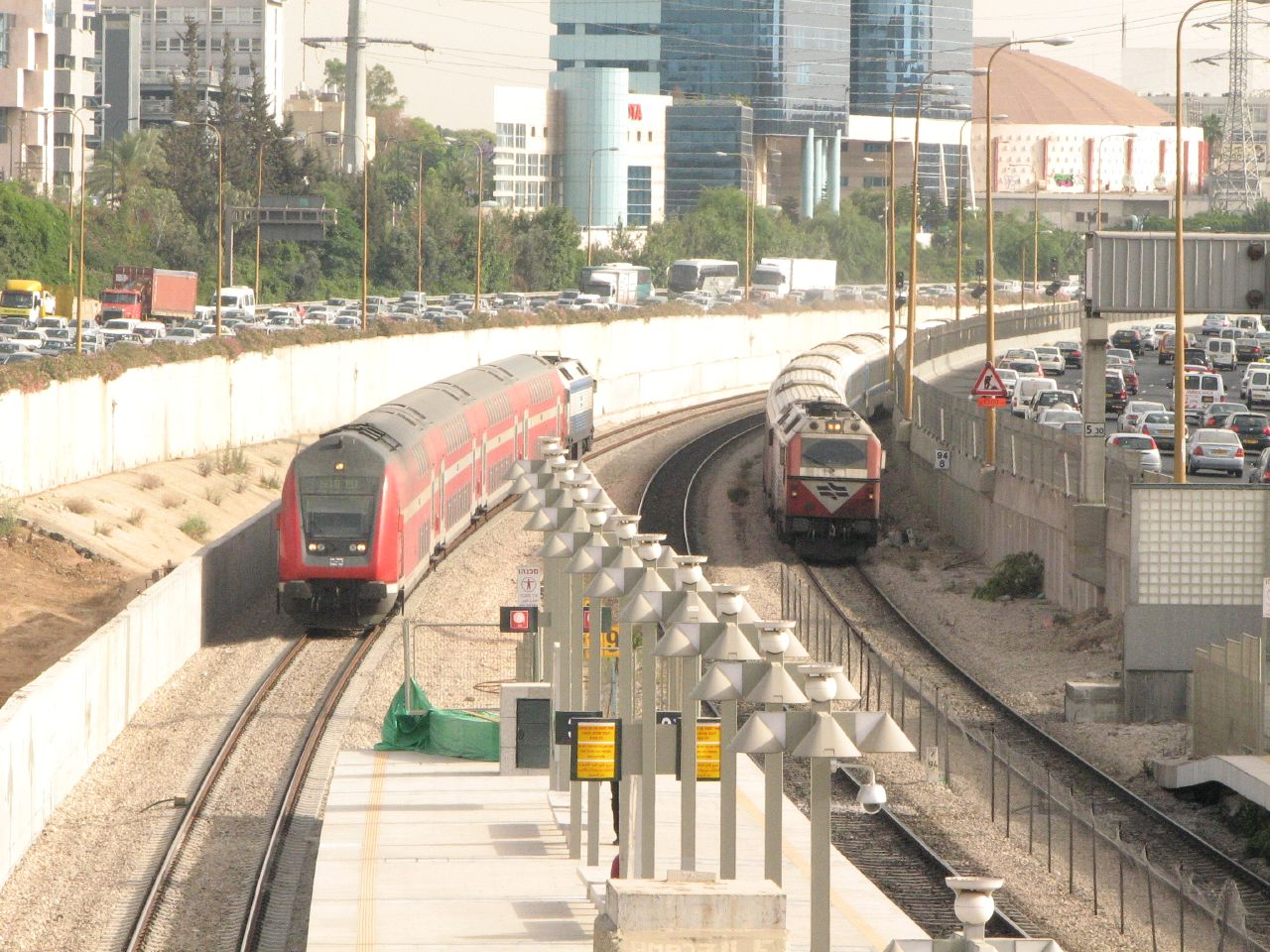
Ajjalon-Korridor am Bahnhof Tel Aviv haSchalom

Die Entfernung zum südlich gelegenen Stadtzentrum war so groß, dass es in der Regel nicht zu Fuß erreicht werden konnte. Anfang der 1980er Jahre lag die kürzeste Reisezeit zwischen Haifa und Tel Aviv bei etwas über einer Stunde. Damals wurde auf der noch eingleisigen Strecke der Küstenbahn zwischen Tel Aviv und Haifa das lückenlos geschweißtes Gleis und die Sicherung durch Lichtsignale eingeführt. Ab etwa 1990 wurde die Küstenbahn der Hauptstrecke Tel Aviv–Haifa ausgebaut und für 105 km/h zugelassen, auf einigen Abschnitten ein zweites Gleis verlegt. Ziel war, die Höchstgeschwindigkeit heraufzusetzen. Bei Versuchsfahrten wurden 125 km/h erreicht. Die zweigleisigen Abschnitte sind für Gleiswechselverkehr ausgelegt, grundsätzlich aber ist Linksverkehr vorgesehen. Seit dem 19. Juli 1997 betrug die kürzeste Reisezeit nur noch 49 Minuten. Heute sieht der Fahrplan in der Regel eine Stunde Reisezeit vor.
Am 5. Juli 2020 wurde der südliche Anschluss zur in Ost-West-Richtung verlaufenden Scharonbahn eröffnet, wodurch diese bisher als Stichstrecke dienende Bahnstrecke eine weitere Querverbindung zwischen Küsten- und Ostbahn darstellt.

#### Tel Aviv Savidor Merkaz–Tel Aviv Darom

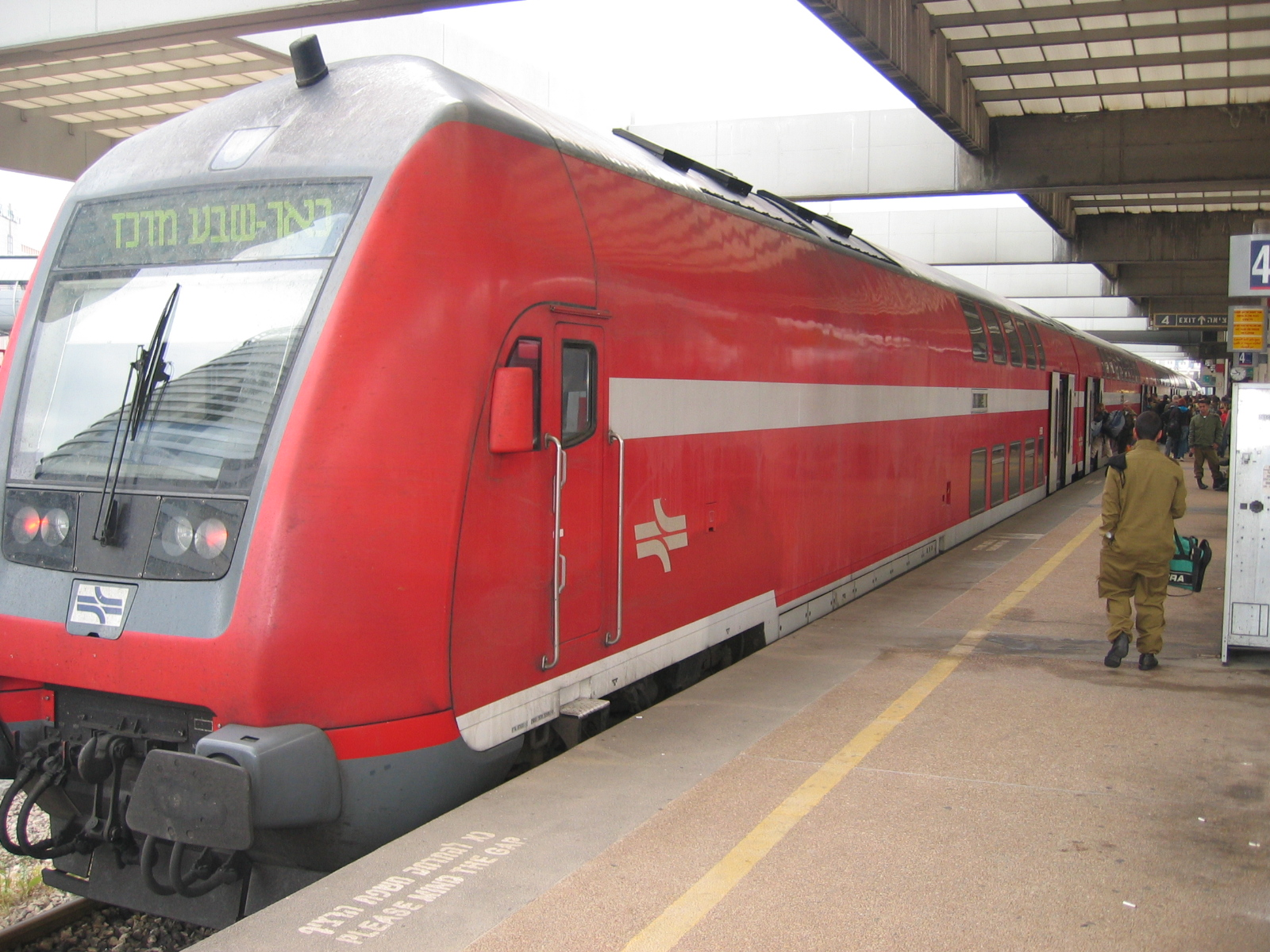
Doppelstockzug im Savidor-Zentralbahnhof von Tel Aviv

Die Bahnhöfe im Norden von Tel Aviv, Tel Aviv Merkaz am Ende der Küstenbahn, und im Süden, der 1970 eröffnete, um zweieinhalb Kilometer gegenüber dem alten zurückverlegte neue Südbahnhof Tel Avivs am verkürzten Anfang der J&J-Linie, blieben lange Zeit ohne direkte Verbindung. Verkehr zwischen ihnen war theoretisch mit einer ca. 45 km langen Umfahrung Tel Avivs mittels Jarqonbahn, Ostbahn und J&J-Linie möglich, wurde aber nie angeboten.
Die nur etwas mehr als vier Kilometer lange direkte Verbindung wurde erst 1993 hergestellt. Platz für die neue Trasse wurde geschaffen, indem der zwischen den Richtungsfahrbahnen der Nord-Süd-Stadtautobahn verlaufende Fluss Ajjalon kanalisiert wurde. Bei starkem Regen wurden die Gleisanlagen jedoch gelegentlich überflutet. Anlässlich dieses Ausbaus wurde der Kopfbahnhof Tel Aviv Merkaz durch einen etwas nach Osten verschobenen Durchgangsbahnhof ersetzt, wobei das ursprüngliche Empfangsgebäude von Ossip Klarwein erhalten blieb und mit den neuen Bahnsteigen durch eine Passarelle verbunden wurde.

#### Tel Aviv Darom–Naʿan
Die anschließende Strecke vom 1970 eröffneten neuen Südbahnhof (Tel Aviv Darom) über Lod bis Naʿan ist Teil der ersten Eisenbahnstrecke des Landes, der Strecke Jaffa–Jerusalem (J&J-Linie).

#### Naʿan–Beʾer Scheva Zafon / Universita
Die Strecke zwischen Naʿan und Beʾer Scheva wurde am 29. März 1956 eröffnet. Sie war mit 73 Kilometern Streckenlänge die bis dahin längste Neubaustrecke der Rakkevet Israel (IR). Die Strecke nutzt teilweise Trassen der 1915 erbauten und in diesem Abschnitt 1927 stillgelegten Militärbahn Masʿūdiyya–Sinai und teils neu errichtete oder begradigte Abschnitte. Der Personenverkehr nach Beʾer Scheva ruhte zwischen 1979 und Anfang 1997.

#### Beʾer Scheva Zafon / Universita–Beʾer Scheva Merkaz
Der Abschnitt vom Bahnhof Beʾer Scheva, der bei diesem Anlass in Bahnhof Beʾer Scheva Zafon / Universita (Nord / Universität) umbenannt wurde, zum Kopfbahnhof Beʾer Scheva Merkaz ist der jüngste Abschnitt der Verbindung und wurde 1999 in Betrieb genommen. Der Bahnhof Zafon / Universita wurde um 250 m nordwestlich verlegt und dort 2005 als Neubau eingeweiht.

## Gegenwart und Zukunft

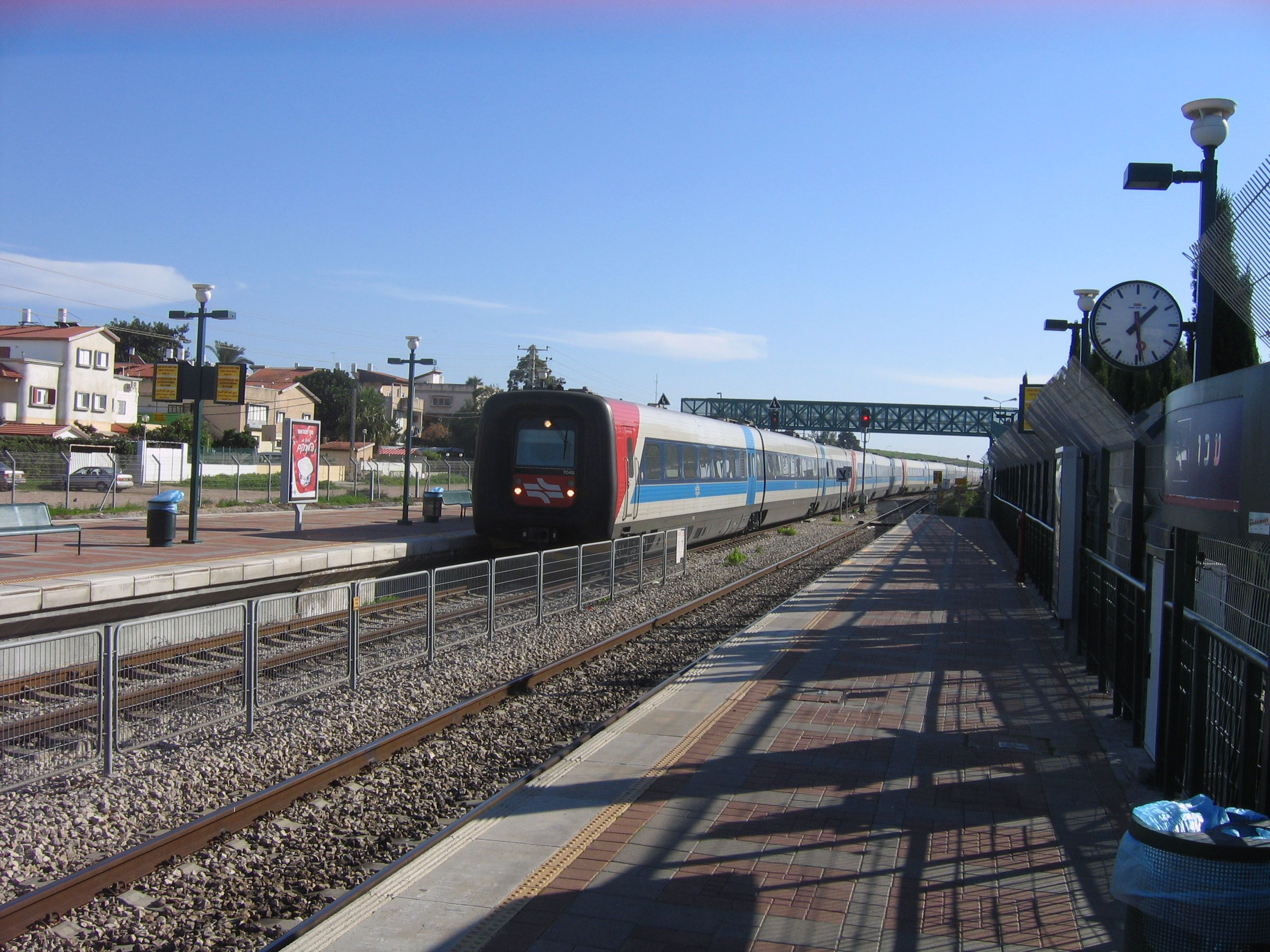
IC aus Richtung Tel Aviv bei Einfahrt in den Bahnhof Akko

Die Strecke soll in den kommenden Jahren elektrifiziert werden. Zum 21. September 2020 wurde der fahrplanmäßige elektrische Betrieb auf der Strecke zwischen der Einmündung der – ebenfalls elektrifizierten – Bahnstrecke Tel Aviv–Jerusalem und dem Bahnhof Herzlia aufgenommen.
Im Bereich der Innenstadt von Haifa soll sie in einen Tunnel verlegt werden. Dabei soll der heutige Zentralbahnhof von Haifa, Haifa Merkaz haSchmonah von 1937, etwa 800 Meter nach Norden in einen Tunnelbahnhof und näher an die Innenstadt verlegt werden. Das Projekt dient vor allem dazu, den durch die Bahnstrecke von der Stadt abgeschnittenen westlichen Teil des Hafens wieder für die Bevölkerung zu erschließen, 7.700 neue Wohnungen sowie Hotels zu errichten und Erholungsmöglichkeiten in diesem Bereich zu schaffen. Die Verlegung der Eisenbahninfrastruktur in den Tunnel soll 310 Mio. € kosten.
Ende 2020 stimmten die Entscheidungsträger Planungen zu, den Streckenabschnitt zwischen Haifa und Tel Aviv viergleisig auszubauen. Betrieblich ist vorgesehen, dass je ein Gleispaar dem Personen- und dem Güterverkehr dienen soll. Dabei sollen auch zwei neue Stationen errichtet werden. Züge ohne Halt sollen die Strecke dann in einer Fahrzeit unter einer halben Stunde zurücklegen. In der Rush-Hour ist ein 5-Minuten-Takt geplant.

## Verkehr

### Beschreibung
Die Eisenbahnmagistrale Naharija–Beʾer Scheva ist das Ergebnis der Topografie der Siedlungsschwerpunkte in Israel, die sich entlang der Küste in einer Nord-Süd-Achse reihen und deren Mittelpunkt Tel Aviv bildet. Erst mit dem Aufschwung des Eisenbahnverkehrs in Israel in den 1990er Jahren hat sie sich verkehrlich herausgebildet. In ihrem zentralen Abschnitt in Tel Aviv bündelt sie sechs von acht Verbindungen, die die RI im Personenverkehr anbietet.
Darüber hinaus verkehrt eine weitere Linie zwischen Haifa Hof haKarmel und Qirjat Motzkin auf dieser Strecke. Lediglich die Stichverbindung Beʾer Scheva Zafon / Universita – Dimona nutzt sie als einziges Angebot der RI im Personenverkehr nicht. Fahrplantechnisch führt das dazu, dass sich der Eisenbahnverkehr des gesamten Landes übersichtlich in zwei Fahrplantabellen darstellen lässt: Eine für den Nord-Süd-Verkehr und eine für die Gegenrichtung.
Die Struktur des Eisenbahnpersonenverkehrs in Israel ähnelt einem S-Bahn-System. Das kommt zum einen in einer nahezu vollständigen, landesweiten Taktung des Eisenbahnverkehrs zum Ausdruck. Weiter besteht eine Bündelung des überwiegenden Teils des Zugverkehrs im Ajalon-Korridor in Tel Aviv. Dessen zentraler Teil ist der Abschnitt zwischen den Bahnhöfen Tel Aviv Savidor Merkaz und Tel Aviv haHagana. Hier verkehren werktags (Sonntag – Donnerstag) pro Stunde zehn Züge pro Richtung.

### Übersicht
| Angebot                                                           | verkehrt auf der Magistrale Naharija–Beʾer Scheva zwischen den Bahnhöfen                                                             |
| ----------------------------------------------------------------- | --- |
| Rosa Linie: Herzlia–Jerusalem                                     | Herzlia–Tel Aviv haHaganna |
| Rote Linie (1): Herzlia–Aschqelon                                 | Herzlia–Gleisdreieck Mechlaf Kfar Schmarjahu Gleisdreieck Zomet Tel Baruch–Tel Aviv haHaganna Beʾer Scheva Zafon–Beʾer Scheva Merkaz |
| Ultramarine Linie (2): Binjamina–Beʾer Scheva                     | Binjamina–Lod |
| Hellgrüne Linie (3): Naharija–Flughafen Ben Gurion–Modiʿin Merkaz | Naharija–Tel Aviv haHaganna |
| Grüne Linie (4): Naharija–Beʾer Scheva                            | insgesamt |
| Orange Linie (5) Karmiʾel–Beʾer Scheva                            | Abzweig Naʿaman–Beʾer Scheva Merkaz                                                                                                  |
| Blaue Linie (6): Netanja–Beit Schemesch                           | Netanja–Naʿan |
| Braune Linie (7) Karmiʾel–Haifa                                   | Abzweig Naʿaman–Haifa Chof haKarmel                                                                                                  |
| Violette Linie (8): Beit Scheʾan–Atlit                            | Haifa Merkasit haMifratz–Atlit |